# Kerguelen
Kerguelen (Frans: Îles Kerguelen) is een onherbergzame vulkanische archipel in de zuidelijke wateren van de Indische Oceaan. De eilandengroep is in zijn geheel 7215 km² groot en er wonen zo'n 100 mensen, voornamelijk wetenschappers.

## Beschrijving
Het hoofdeiland, genaamd La Grande Terre (vroegere naam 'Désolation'), wordt omgeven door ongeveer 300 kleinere eilanden. De groep maakt deel uit van de Franse Zuidelijke Gebieden (Frans: Terres australes et antarctiques françaises). De eilanden vormen, samen met de Australische Heard en McDonaldeilanden, de pieken van het grotendeels onder water gelegen Kerguelenplateau. Dit is een twintig miljoen jaar geleden verzonken mini-continent ter grootte van een derde deel van Australië. Op de eilanden zijn resten gevonden van versteende bossen die negentig miljoen jaar oud zijn, wat aangeeft dat dit gebied ooit boven water moet hebben gelegen. Het hoogste punt van Kerguelen is de Grand-Ross (1850m) in het Galliéni Massif.
Kerguelen heeft een zeeklimaat. De temperatuur varieert weinig doorheen het jaar; de gemiddelde temperatuur bedraagt 4,5°C. Er valt veel en frequent neerslag. Dit kan heel het jaar door zowel regen als sneeuw zijn.
Er staat vrijwel continu een krachtige westenwind.
Op het hoofdeiland leven het klein ijshoen, pinguïns, albatrossen en zeeolifanten, maar ook verwilderde katten, de afstammelingen van scheepskatten en rendieren (uitgezet in 1954). Omdat er een voortdurende wind waait, leven er geen gevleugelde insecten op het eiland.
Walvisvaarders gebruikten de onder andere op deze eilanden voorkomende Kerguelenkool tegen scheurbuik.

## Eilanden
De archipel telt ongeveer 300 eilanden (met een groot aantal kleinere) waarvan Grande Terre (6.675 km²) het grootste is. De grootste andere eilanden zijn:
- Île Foch; 206,2 km² groot. De top, genaamd La Pyramide Mexicaine, is 687 m hoog.
- Île Howe; 54 km²
- Île Saint-Lanne Gramont; 45,8 km². De hoogste top is 480 m hoog.
- Île du Port; 43 km². De hoogste top is 340 m hoog.
- Île Australia (ook bekend als Île aux Rennes; rendiereiland); 36,7 km², hoogste top 145 m.
- Île Longue; 35 km²
- Île de l’Ouest; 33 km²
- Île Mac Murdo
- Îles Nuageuses (Île de Croÿ, Île du Roland, îles Ternay, îles d'Après)
- Île de Castries
- Îles Leygues (Île de Castries, Île Dauphine)
- Îles du Prince de Monaco
- Île Violette
- Île Haute; hoogste top 321 m.
- Île Gaby
- Île Altazin
- Île Mayès

## Geschiedenis
- 1772 - Yves Joseph de Kerguelen de Trémarec ontdekt Kerguelen.
- 1776 - De schepen 'Resolution' en 'Discovery' van kapitein James Cook bezoeken de eilandengroep.
- 1799 - De eerste walvisvaarder arriveert.
- 1874 - Verschillende wetenschappelijke expedities om astronomische metingen.
- 1877 - Een Brits bedrijf begint kolen te delven. Vanwege de slechte kwaliteit van de kolen loopt dit uit op een mislukking.
- 1893 - Door Frankrijk geannexeerd.
- 1908-1929 - De 'Compagnie des Iles Kerguelen' wordt opgericht als station voor walvisvaarders.
- 1940-1945 - Tijdens de Tweede Wereldoorlog was Kerguelen een kleine Duitse marinebasis. De Duitse schepen Komet en Pinguin bezochten het hoofdeiland.
- 1940 - De Duitse hulpkruiser Atlantis doet het hoofdeiland aan.
- 1949 - Vanaf dit jaar bevindt zich in de haven 'Port-aux-Français' een permanent wetenschappelijk station.

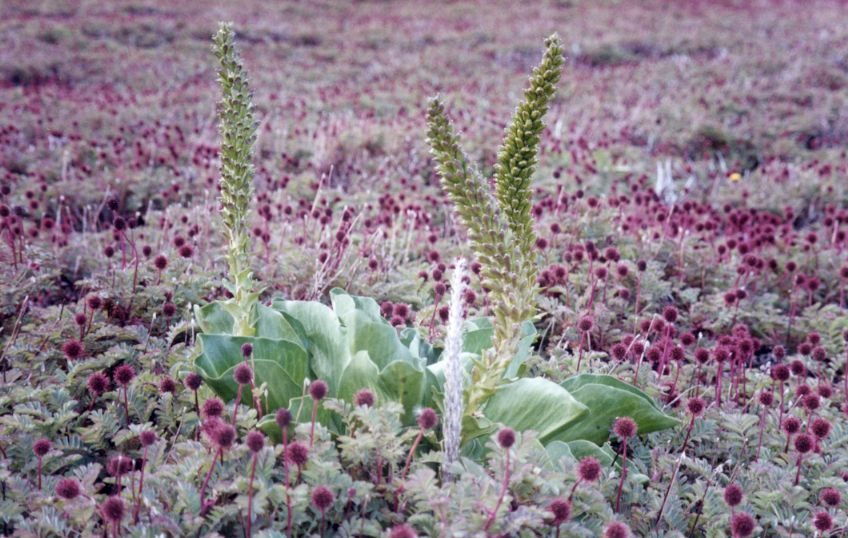
Lage begroeiing (Kerguelenkool) op de Kerguelen.

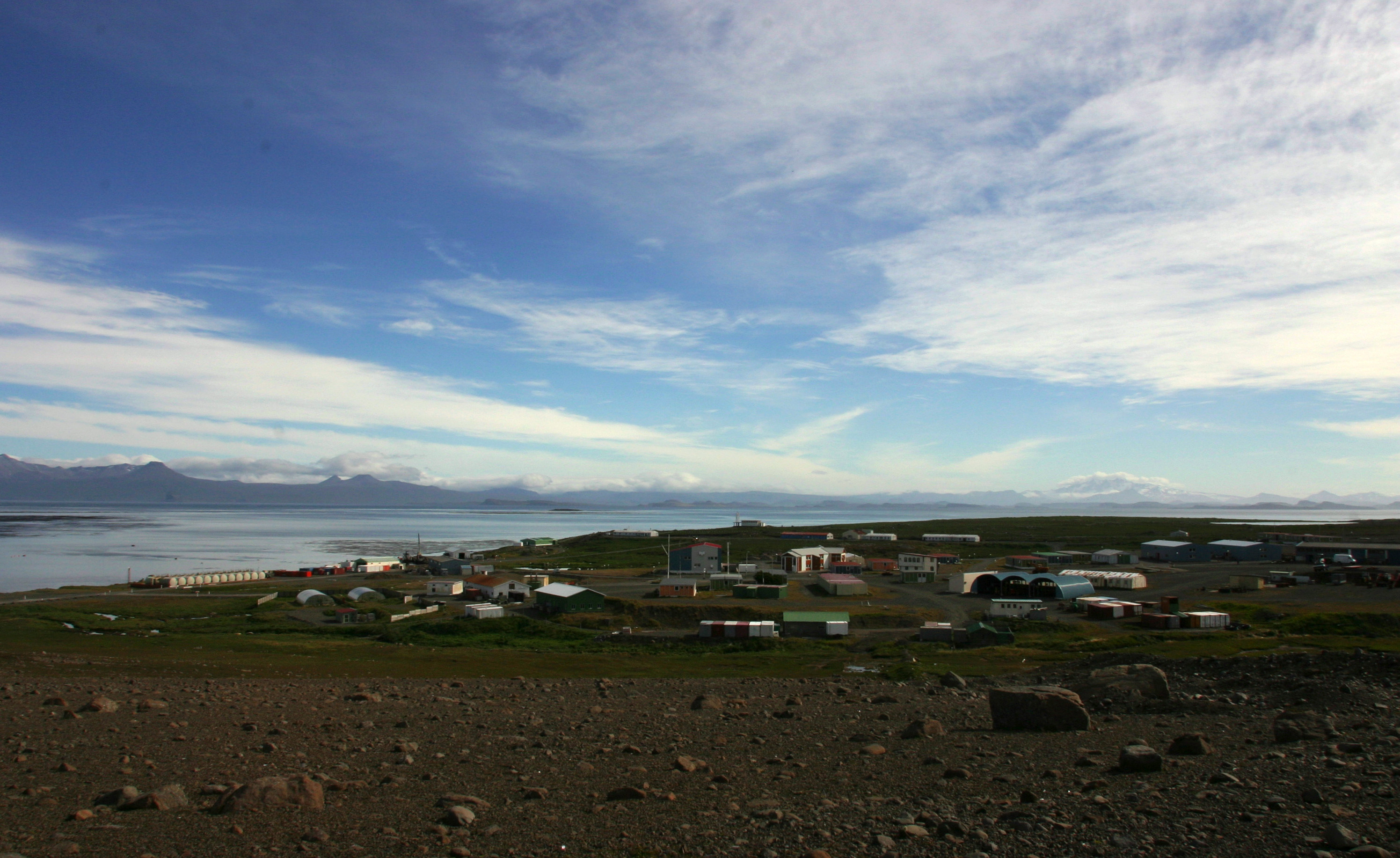
Het onderzoeksstation Port-aux-Français.

Saint-Paul en Amsterdam · Crozeteilanden · Kerguelen · Adélieland · Verspreide Eilanden in de Indische Oceaan